# Dermatitis d'estasi
La dermatitis d'estasi fa referència als canvis de la pell que es produeixen a les cames com a resultat de la "estasi" o l'acumulació de sang per un retorn venós insuficient; el nom alternatiu de èczema varicòs prové de l'existència de venes varicoses.
Un retorn venós insuficient provoca un augment de la pressió als capil·lars amb el resultat que tant el líquid com les cèl·lules poden "sortir" dels capil·lars. Això provoca la descomposició dels glòbuls vermells, amb el ferro que conté hemosiderina possiblement contribuint a la patologia d'aquesta entitat.

## Símptomes
La dermatitis per estasi es pot caracteritzar per:
- Pell que apareix prima, amb (màcules marrons i/o vermelles, irritació superficial de la pell i/o engrossiment de la pell als turmells o cames
- La pell feble pot ulcerar-se (úlcera per estasi)[2] en algunes zones i les cames. Sense una cura adequada de la ferida, les esquerdes obertes predisposen els pacients a l'entrada d'una infecció bacteriana, provocant cel·lulitis a la cama.[3]
- Els turmells o altres àrees es poden inflar (edema perifèric).
- Pruïja i/o dolors a les cames, sovint com "punxades d'agulla".

## Diagnòstic
La dermatitis per estasi es diagnostica clínicament mitjançant l'avaluació de l'aparició de plaques vermelles a la part inferior de les cames i la cara interna del turmell. La dermatitis per estasi pot assemblar-se a una sèrie d'altres condicions, com la cel·lulitis i la dermatitis de contacte, i de vegades necessita l'ús d'una ecografia dúplex per confirmar el diagnòstic o si el diagnòstic clínic per si sol no és suficient.

## Tractament
El tractament es basa sobretot en l'ús de mitges de compressió i, ocasionalment, bombes de compressió pneumàtica intermitent, per ajudar a buidar els líquids que s'acumulen a la part inferior de la cama. La teràpia de compressió ha de consistir en pressions moderades i funciona millor per als pacients que deambulen.
Ocasionalment, poden ser útils aplicacions de cremes de glucocorticoides.
En última instància, és necessari tractar les varius que provoquen la insuficiència venosa, per així tractar la dermatitis d'estasi. Els procediments quirúrgics invasius com la lligadura de la unió safenofemoral amb leboextracció eren la norma de tractament en el passat. Ara bé, els mètodes menys invasius s'utilitzen més àmpliament. Aquests mètodes més nous inclouen l'ablació tèrmica endovenosa, la flebotomia ambulatòria i l'escleroteràpia amb escuma per ultrasons.